# Marie-Esmeralda von Belgien

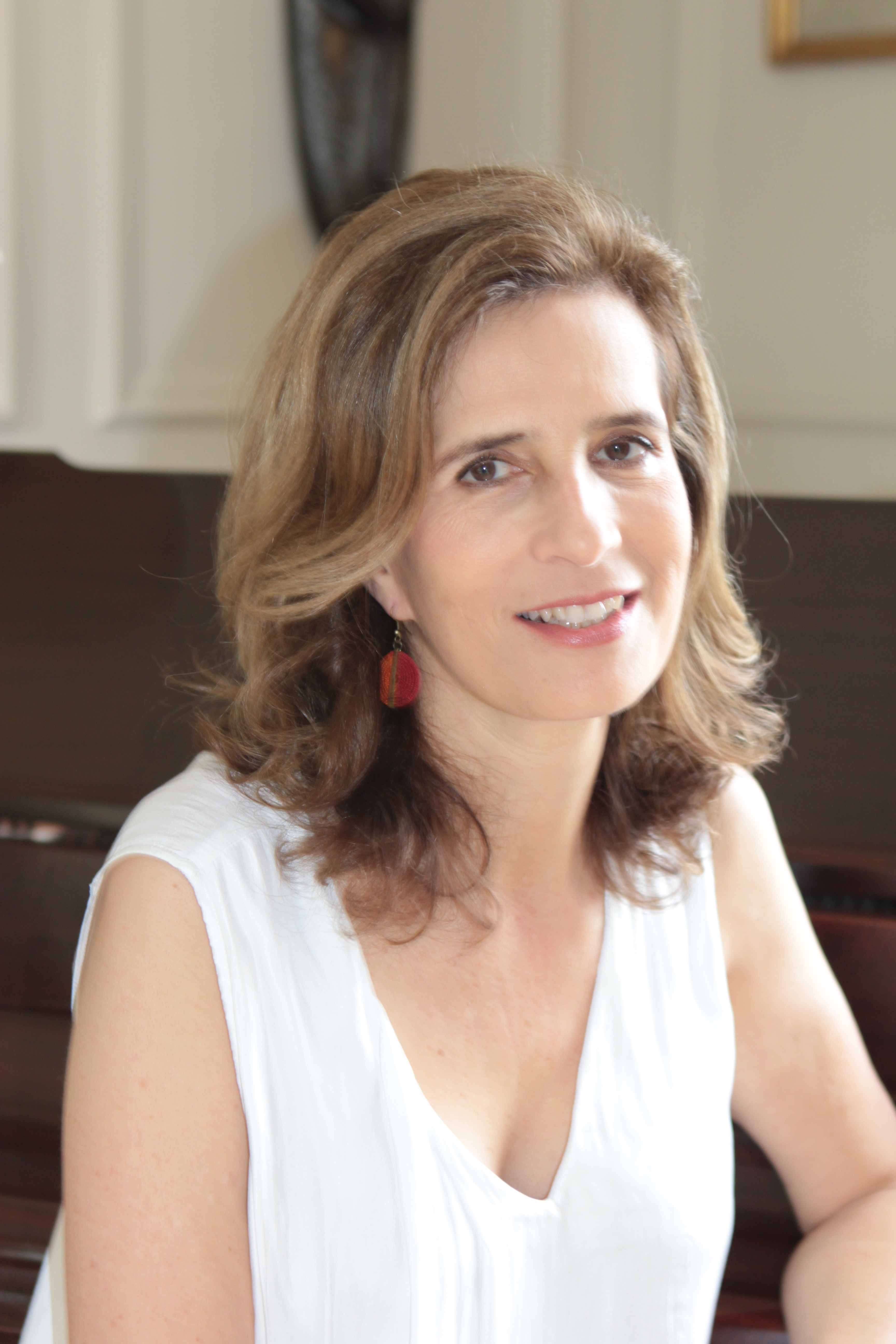
Prinzessin Marie-Esmeralda von Belgien 2015

Marie-Esmeralda von Belgien, Lady Moncada (vollständig Maria-Esmeralda Adelheid Liliane Anna Leopoldine, * 30. September 1956 in Brüssel) ist eine Journalistin, Autorin, Dokumentarfilmerin und eine Prinzessin des belgischen Königshauses.

## Werdegang
Prinzessin Marie-Esmeralda ist die jüngste Tochter von König Leopold III. und dessen zweiter Frau Mary Lilian Baels, der späteren Prinzessin von Réthy. Sie hat zwei Geschwister und drei Halbgeschwister.
Nach einem Jurastudium an der Universität von Saint-Louis in Brüssel schloss sich ein Studium des Journalismus mit Abschluss an der Katholischen Universität von Löwen an. Danach zog sie nach Paris, um dort als freie Journalistin für die internationale Presse und Magazine zu arbeiten. Sie schreibt auch unter dem Pseudonym Esmeralda de Réthy. Ihre Anliegen sind der Schutz der Umwelt, Frauenrechte, Indigene Völker und Fragen der Gesundheit. 
Im Jahre 2019 wurde sie als Teilnehmerin bei einer Demonstration der sozialen Bewegung Extinction Rebellion in London kurzfristig verhaftet.
Die Prinzessin ist seit 1998 mit Salvador Moncada verheiratet. Das Paar hat zwei Kinder.

## Veröffentlichungen
- Christian Dior, the early years 1947–1957. Vendome Press, New York, 2001.
- Léopold III, mon père. Editions Racine, 2001.
- Léopold III photographe. Editions Racine, 2006.
- Terre. Editions Racine, 2011.
- Mit Patrick Weber. Lilian, une princesse entre ombre et lumière. Editions Racine, 2012.
- Mit Christophe Vachaudez. Albert et Elisabeth. Editions Racine, 2014.
- Femmes prix Nobel de la Paix. Editions Avant-Propos, 2014.
- Mit Sandrine Dixson-Declève, Adélaïde Charlier und Anuna de Wever· Welche Welt für Morgen? Gespräch zwischen Generationen. Nagel & Kimche, Zürich 2021, ISBN 978-3-7556-0018-3.

## Filmografie
- Léopold III mon père. 90 Minuten Dokumentarfilm mit Nicolas Delvaulx für RTBF.
- Sur les pas du roi Albert Ier et de la reine Elisabeth mes grands-parents (2014) 140 Minuten Dokumentarfilm mit Nicolas Delvaulx für RTBF.
- Virunga, de l’espoir pour tout un peuple mit Nicolas Delvaulx.